# Patronage Sainte-Anne
Patronage Sainte-Anne – kongijski klub piłkarski grający w pierwszej lidze kongijskiej, mający siedzibę w mieście Brazzaville.

## Sukcesy
- I liga[1]):
  - mistrzostwo (2): 1969, 1986
  - wicemistrzostwo (2): 1988, 1995

- Puchar Konga:[2]
  - zwycięstwo (1): 1988
  - finał (1): 2005

## Występy w afrykańskich pucharach
| Sezon | Rozgrywki                 | Runda       | Kraj             | Klub                 | Dom | Wyjazd | Dwumecz |
| ----- | ------------------------- | ----------- | ---------------- | -------------------- | --- | ------ | ------- |
| 1969  | Puchar Mistrzów           | 1           | Ghana            | Asante Kotoko SC     | 1–1 | 1–5    | 2–6     |
| 1989  | Puchar Zdobywców Pucharów | 1           | Gwinea Równikowa | Union Vesper         | 2–0 | 1–0    | 3–0     |
| 1989  | Puchar Zdobywców Pucharów | 2           | Angola           | Sagrada Esperança    | 2–1 | 0–0    | 2–1     |
| 1989  | Puchar Zdobywców Pucharów | ćwierćfinał | Sudan            | Al-Merreikh Omdurman | 1–1 | 0–2    | 1–3     |
| 1996  | Puchar CAF                | 1           | Rwanda           | SC Kiyovu Sport      | 4–0 | 2–4    | 6–4     |
| 1996  | Puchar CAF                | 2           | Maroko           | Kawkab Marrakesz     | 0–0 | 0–2    | 0–2     |

## Stadion
Domowe mecze klub rozgrywa na stadionie o nazwie Stade Alphonse Massemba-Débat w Brazzaville, który może pomieścić 33 037 widzów.

## Reprezentanci kraju grający w klubie od 1992 roku
Stan na styczeń 2023.
| - Sagesse Babélé - Appolinaire Bouketo - Germain Dinzébi - Silvère Ganvoula M’boussy - Lucien Ibara - Francis Kossalo - Dassin Kouvouama - Chancel Massa | - Bhaudry Massouanga - Jonathan Mbou - Aaron Moyimbouabéka - Bédel Achille Moyimbouabéka - Youri Juscar Ngayot - Saïde Nkounga - Ghislain Tchiamas |